# Anton Schnitzler

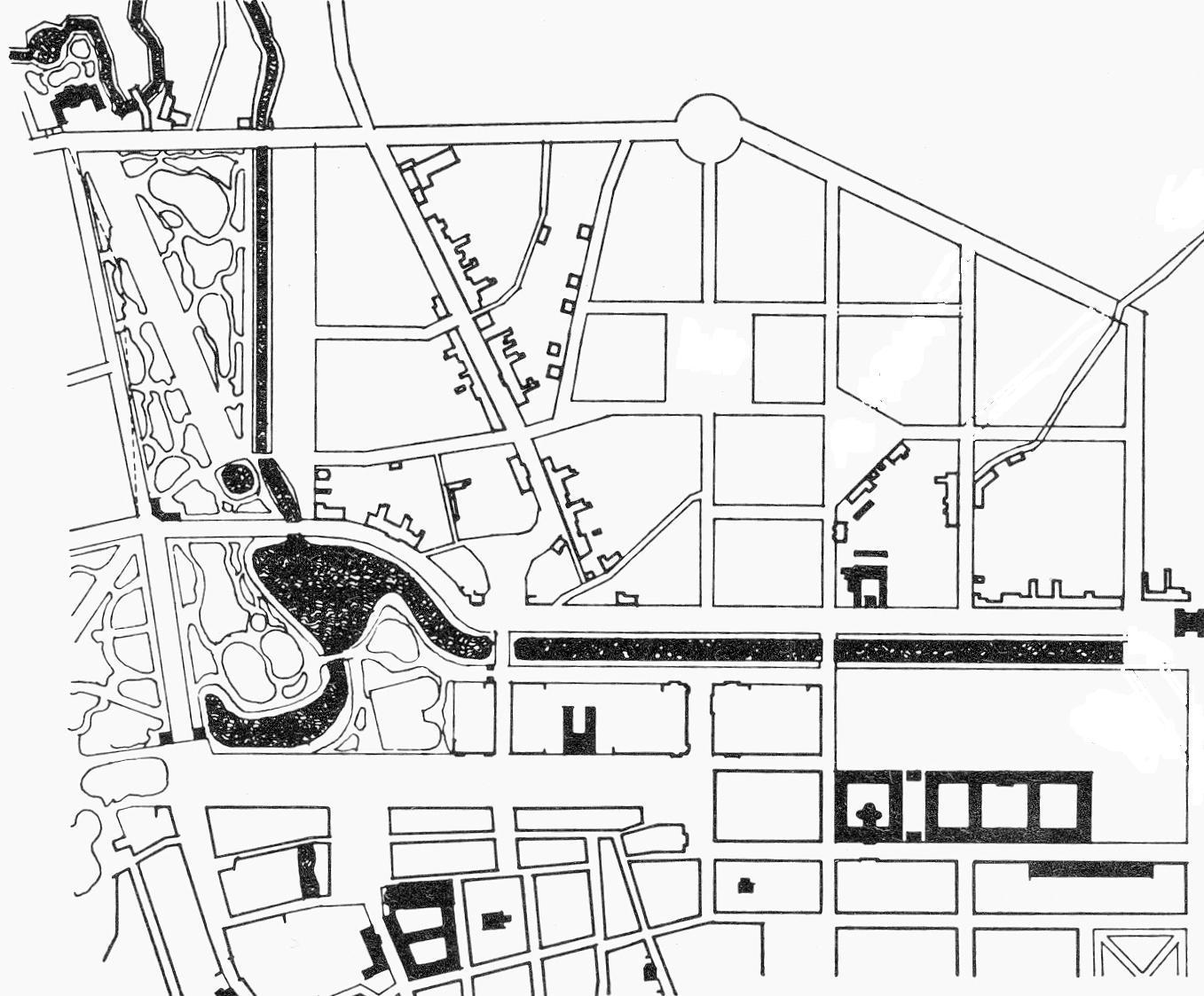
Adolph von Vagedes, Franz Anton Umpfenbach und Anton Schnitzler: Plan zur Stadterweiterung Düsseldorfs östlich der heutigen Königsallee im heutigen Stadtteil Stadtmitte, 1841

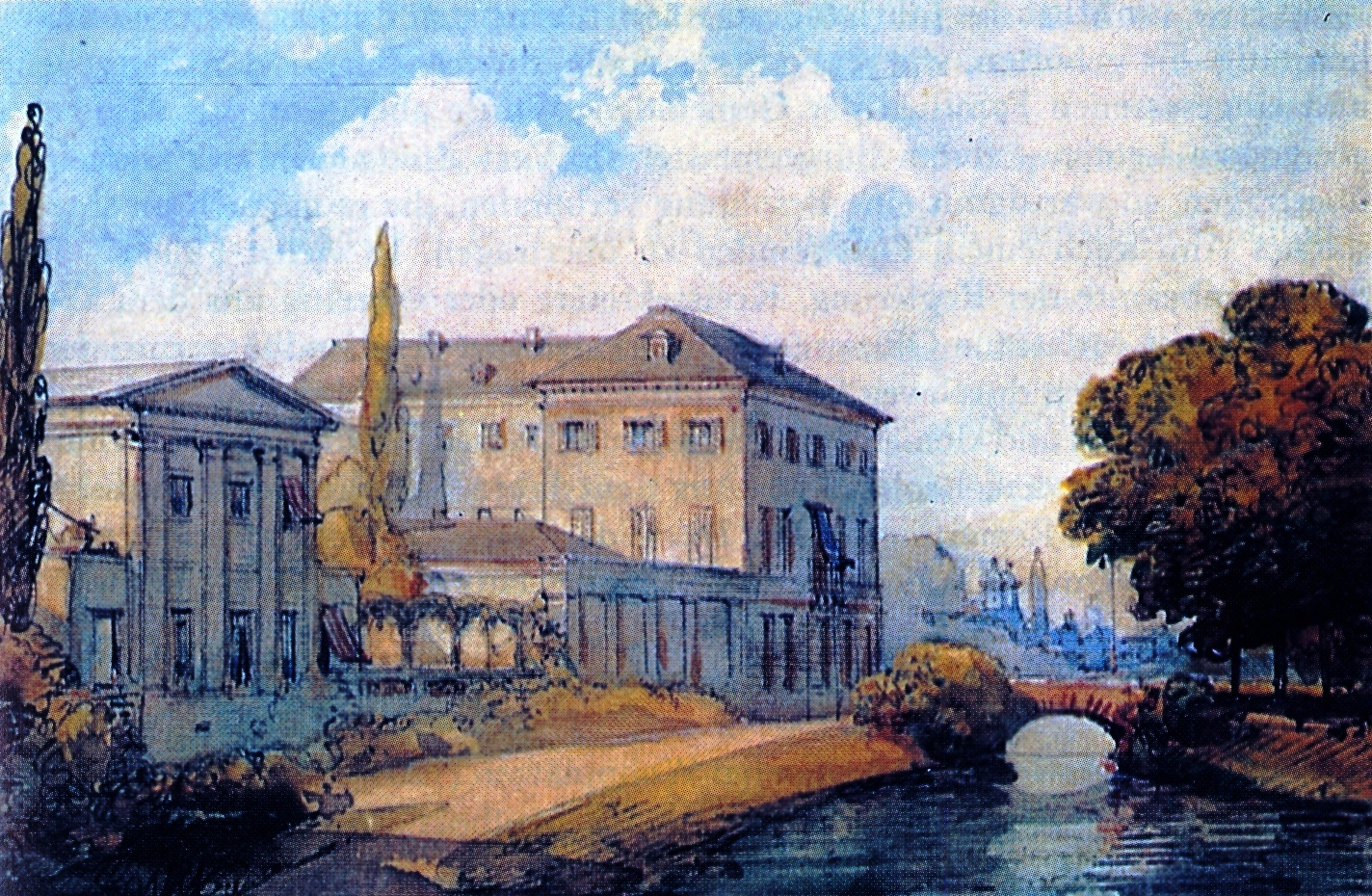
Links das Friedrichsbad, dahinter das Palais des Grafen von der Groeben, um 1840

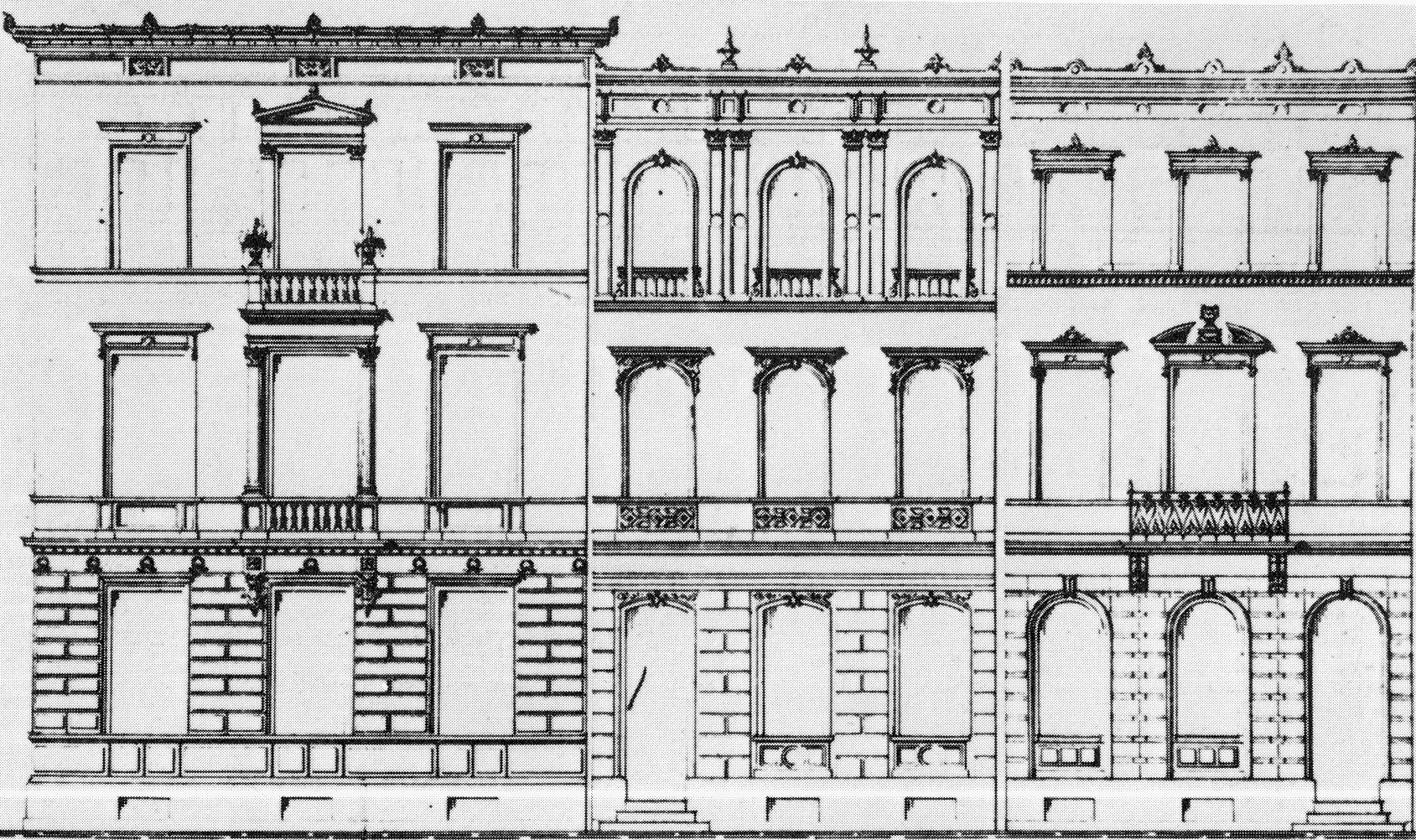
Eingabeplan Schnitzlers zu Fassaden der Wohnhäuser Goltsteinstraße 11/12 und Bleichstraße 1 in Düsseldorf, 1862/1863

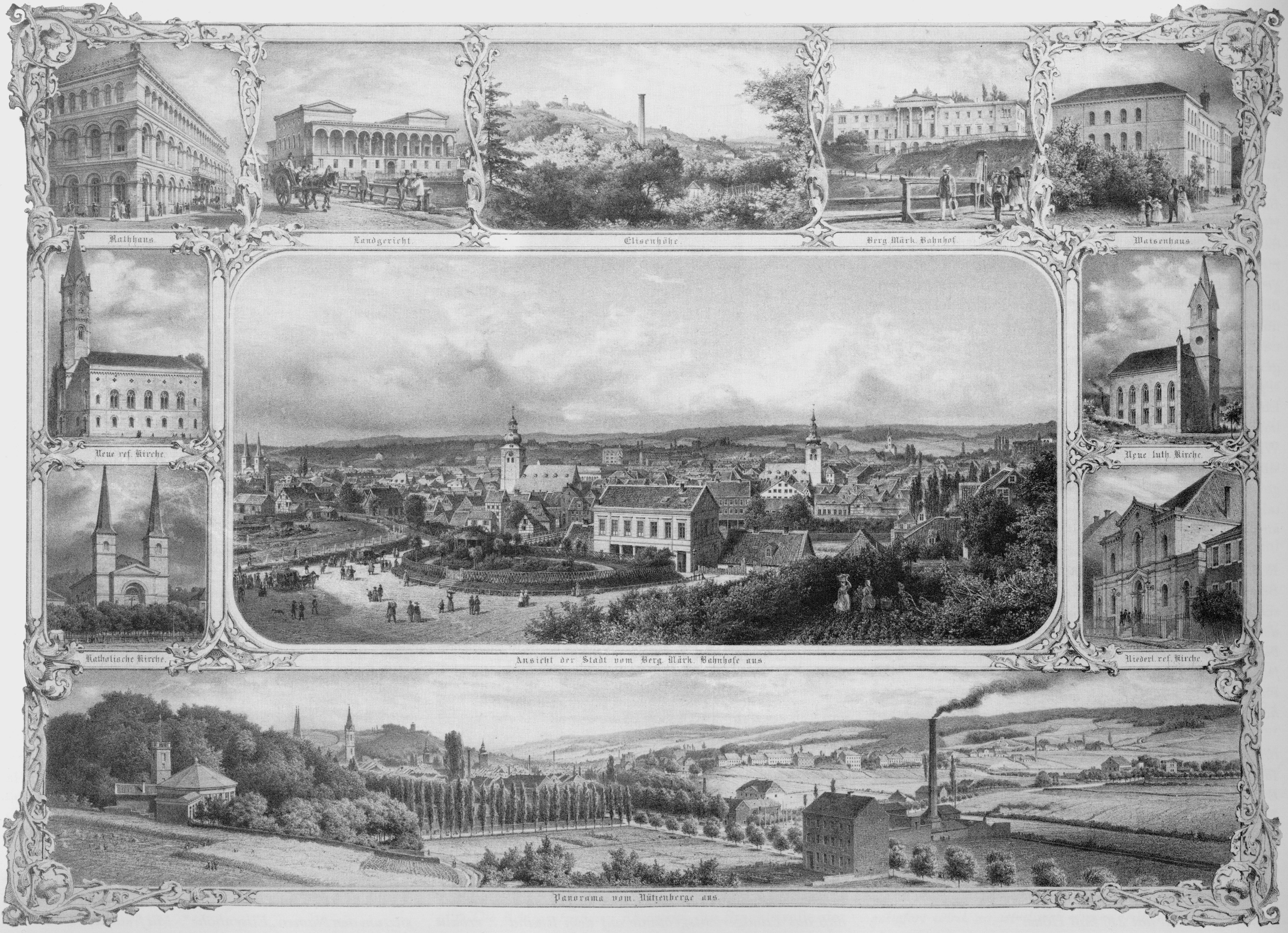
Waisenhaus Arrenberg (rechts oben) in einer Lithografie von Wilhelm Riefstahl, 1851–1854

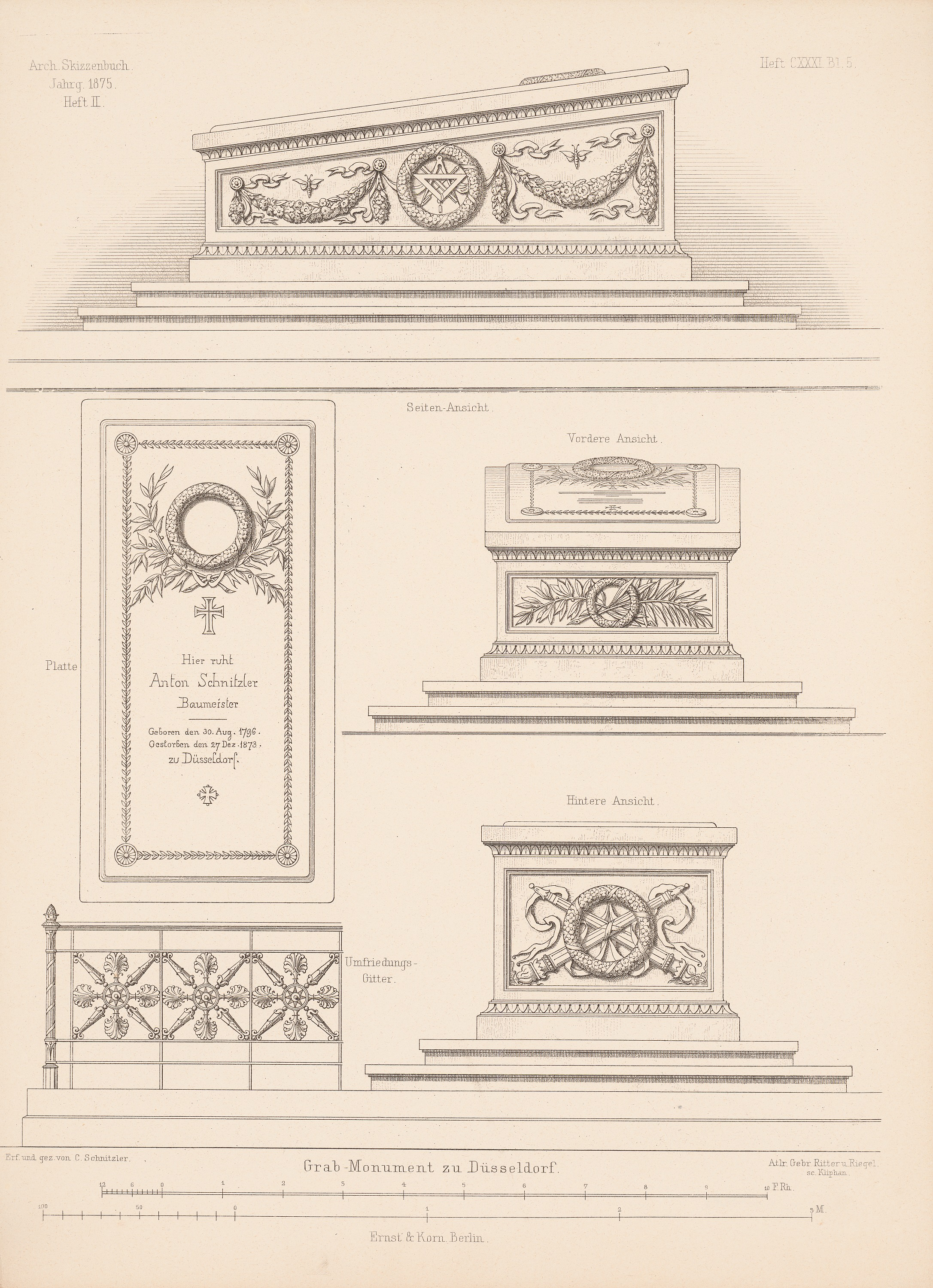
C. Schnitzler, Grabmonument (für Anton Schnitzler), Düsseldorf. (Aus: Architektonisches Skizzenbuch, H. 131/2, 1875)

Peter Heinrich Gregor Anton Schnitzler jun. (* 30. August 1796 in Düsseldorf; † 27. Dezember 1873 ebenda) war ein deutscher Architekt. Er war ein Schüler von Adolph von Vagedes und wirkte als Baumeister des Berliner Klassizismus in Düsseldorf zwischen 1825 und 1873.

## Leben
Der Vater Anton Schnitzler d. Ä. (* 21. Februar 1756 in Glehn; † 8. Mai 1823 in Düsseldorf), seit 1778 Baumeister in Düsseldorf, baute Wohnhäuser in der für die Erweiterung Düsseldorfs im 18. Jahrhundert erschlossenen Carlstadt. Die Mutter war Maria Gertrudis, eine geborene Evertz (1762–1827). Mit seinem jüngeren Bruder Georg Schnitzler (* 17. Mai 1798 in Düsseldorf; † 12. Mai 1834 ebenda) führte Anton Schnitzler jun. das Baugeschäft weiter. Sein älterer Bruder Carl Schnitzler war ein Ingenieur-Offizier der Preußischen Armee, der an bedeutenden Projekten des Festungsbaus am Rhein ebenso beteiligt war wie an dem burgen- und rheinromantisch inspirierten Umbau von Burgruinen zu Sommersitzen des preußischen Königshauses.
Anton Schnitzler besuchte das großherzogliche Lyceum zu Düsseldorf und erhielt 1811 eine Auszeichnung im Zeichnen. 1832 erwarb Schnitzler auf der Wiese des Gerichtsschreibers Francken (Überbleibsel der Bleiche an der Düssel, heute Bleichstraße / Goltsteinstraße) mehrere Grundstücke, die zur späteren Goltsteinstraße wurden. An der Ecke der Logengasse (die Logengasse gibt es heute nicht mehr) baute er das Badehaus „Friedrichsbad“, welches in Anwesenheit des Prinzen Alexander von Preußen im September 1933 eröffnet wurde. Im Bad gab es einen gewaltigen Dampfkessel mit acht Bädern, darunter Schwefel- und Kohlensäurebäder. Geöffnet war es schon von morgens um sechs bis abends acht Uhr. Tout Düsseldorf traf sich hier: die Künstler der Düsseldorfer Malerschule, Musiker unter anderen Felix Mendelssohn Bartholdy, später Robert Schumann, und Theaterleute wie Karl Immermann.
Friedrich von Preußen, Chef der Düsseldorfer Garnison, wohnte seit 1815 um die Ecke im Schloss Jägerhof. 1826 hatte Anton Schnitzler die Bauleitung für die zwei Seitenflügel von Schloss Jägerhof inne. Später übernahm er von ihm den Auftrag zum Innenausbau der Burg Rheinstein. 1832 baute er den klassizistischen Portikus des Theaters am Düsseldorfer Marktplatz. 1841 schuf Anton Schnitzler einen Häuserblock in der Düsseldorfer Goltsteinstraße und arbeitete zusammen mit Adolph von Vagedes und Franz Anton Umpfenbach am Bebauungsplan östlich der Düsseldorfer Königsallee.
Er erbaute in Düsseldorf die Häuser am Schwanenmarkt 8 (1836) und Poststraße 24 (1843), die Goldene Brücke im Hofgarten (1845) sowie die Max-Schule in der Citadellstraße 2b (1855/1856). In Langenberg (Rheinland) errichtete er 1847/48 die Villa für Johann Wilhelm Colsman, Hauptstraße 8. Von 1851 bis 1854 wurde nach seinen Plänen in Arrenberg, welches dem Regierungsbezirk Düsseldorf zugehörig war, das städtische Waisenhaus für bis zu 160 Waisenkinder errichtet. Außerdem war er Eigentümer der Häuser Nr. 20 und 21 in der Jägerhofstraße, einiger Häuser auf der Alleestraße zwischen dem Hofgarten in Höhe des heutigen Grabbeplatz, und der Elberfelder Straße. Das Haus Alleestraße 18 bewohnte Schnitzler um 1865 selbst.
1851 gehörte Schnitzler, der als Ratsmitglied auch politisch aktiv war, zu einer Düsseldorfer Delegation nach Charlottenburg, um dort König Friedrich Wilhelm IV., der 1848, dem Jahr des Ausbruchs der Märzrevolution, in Düsseldorf auf der damaligen Kastanienallee mit Buhrufen und Trillerpfeifen empfangen sowie mit Pferdeäpfeln beworfen worden war, durch das Angebot der Umbenennung des Tatorts in Königsallee wieder gnädig zu stimmen.
Anton Schnitzler heiratete im Januar 1826 Maria Constantia (1808–1886), geb. Hoffbauer aus Petropol, Tochter des königlich preußischen Generalobersten Franz Joseph Hoffbauer († 1838 in Düsseldorf). Schnitzlers Schwiegersohn war der schwedische Maler Carl d’Unker. Er hatte Schnitzlers Tochter Clara 1859 geheiratet. Antoinette, genannt Tony, eine weitere Tochter Schnitzers, welche eine Privatschülerin von Karl Ferdinand Sohn gewesen war, heiratete 1854 den US-amerikanischen Maler Richard Caton Woodville. Richard Caton Woodville junior, Schnitzlers in London geborener Enkel, studierte in den 1870er Jahren an der Kunstakademie Düsseldorf und wurde ein bekannter Kriegsmaler. Der Sohn Anton Schnitzler (* 1. September 1831; † 30. Juli 1848), welcher die Elementarklasse von Josef Wintergerst und die Bauklasse bei Rudolf Wiegmann besuchte, ertrank mit 16 Jahren bei einem Rettungsversuch des befreundeten Architekten Fischer aus Köln in der Schwimmanstalt am Rhein.
Anton Schnitzlers Grab, das seines Bruders Georg und das Grabmonument der Eltern sind auf dem nördlichen Teil des Golzheimer Friedhofs erhalten.